# 富銀融資股份
富銀融資租賃（深圳）股份有限公司（英語：FY FINANCIAL(SHENZHEN) CO., LTD.，港交所：8452），簡稱富銀融資租賃（深圳）、富銀融資租賃和富銀融資租賃（深圳）股份，在2012年，由寧波杉杉股份有限公司、香港杉杉資源有限公司、北京市大苑天地房地產開發有限公司，以及深圳市中科智資本投資有限公司，於深圳（總部）成立前身「富銀融資租賃（深圳）股份有限公司」。
主席莊巍。業務在中國內地經營融资租赁、商业保理及咨询服务。
股份在2017年5月23日於港交所創業板上市。配售股份價格為1.31至1.81港元，配股數目為89,840,000股H股，集資額為1.68億港元。

## 外部連結
- fyleasing.com （页面存档备份，存于）